# Élections départementales de 2021 dans l'Aube
Les élections départementales dans l'Aube ont lieu les 20 et 27 juin 2021.

## Contexte départemental

### Assemblée départementale sortante
Avant les élections, le Conseil départemental de l'Aube est présidé par Philippe Pichery (DVD).
Il comprend 34 conseillers départementaux issus des 17 cantons de l'Aube.
| Président du Conseil départemental   |       |       |      |                         |
| Philippe Pichery (DVD)               |       |       |      |                         |
| Parti                                | Sigle | Sigle | Élus | Groupes                 |
| Majorité (34 sièges)                 |       |       |      |                         |
| Les Républicains                     |       | LR    | 17   | Majorité départementale |
| Divers droite                        |       | DVD   | 13   | Majorité départementale |
| Union des démocrates et indépendants |       | UDI   | 2    | Majorité départementale |
| La République en marche              |       | LREM  | 1    | Majorité départementale |
| Divers gauche                        |       | DVG   | 1    | Majorité départementale |

## Système électoral
Les élections ont lieu au scrutin majoritaire binominal à deux tours. Le système est paritaire : les candidatures sont présentées sous la forme d'un binôme composé d'une femme et d'un homme avec leurs suppléants (une femme et un homme également).
Pour être élu au premier tour, un binôme doit obtenir la majorité absolue des suffrages exprimés et un nombre de suffrages au moins égal à 25 % des électeurs inscrits. Si aucun binôme n'est élu au premier tour, seuls peuvent se présenter au second tour les binômes qui ont obtenu un nombre de suffrages au moins égal à 12,5 % des électeurs inscrits, sans possibilité pour les binômes de fusionner. Est élu au second tour le binôme qui obtient le plus grand nombre de voix.

## Résultats à l'échelle du département

### Résultats par nuances du ministère de l'Intérieur
Les nuances utilisées par le ministère de l'Intérieur ne tiennent pas compte des alliances locales.
| Binômes                  | Binômes                         | Binômes                  | Premier tour | Premier tour | Premier tour | Second tour | Second tour   | Second tour | Total | +/-           |  |
| Binômes                  | Binômes                         | Binômes                  | Voix         | %            | Sièges       | Voix        | %             | Sièges      | Total | +/-           |  |
| ------------------------ | ------------------------------- | ------------------------ | ------------ | ------------ | ------------ | ----------- | ------------- | ----------- | ----- | ------------- |  |
|                          | Rassemblement national          | RN                       | 17 673       | 28,19        | 0            | 15 217      | 24,93         | 0           | 0     | en stagnation |  |
|                          | Divers droite                   | DVD                      | 15 771       | 25,15        | 0            | 19 097      | 31,29         | 14          | 14    | 2             |  |
|                          | Union au centre et à droite     | UCD                      | 10 420       | 16,62        | 0            | 13 522      | 22,15         | 10          | 10    | Nv.           |  |
|                          | Union de la gauche              | UG                       | 6 702        | 10,69        | 0            | 3 464       | 5,68          | 2           | 2     | 2             |  |
|                          | Les Républicains                | LR                       | 2 831        | 4,51         | 0            | 3 420       | 5,60          | 4           | 4     | 12            |  |
|                          | Union au centre et à gauche     | UCG                      | 1 838        | 2,93         | 0            | 2 567       | 4,21          | 2           | 2     | Nv.           |  |
|                          | Divers centre                   | DVC                      | 1 428        | 2,28         | 0            | 2 015       | 3,30          | 0           | 0     | Nv.           |  |
|                          | Union à gauche avec écologistes | UGE                      | 1 359        | 2,17         | 0            | 719         | 1,18          | 0           | 0     | Nv.           |  |
|                          | Union à droite                  | UD                       | 777          | 1,24         | 0            | 1 016       | 1,66          | 0           | 0     | 4             |  |
|                          | Divers gauche                   | DVG                      | 1 664        | 2,65         | 0            |             |               |             | 0     | 2             |  |
|                          | Parti communiste français       | COM                      | 1 344        | 2,14         | 0            | 0           | en stagnation |             |       |               |  |
|                          | La France insoumise             | FI                       | 243          | 0,39         | 0            | 0           | en stagnation |             |       |               |  |
|                          | Écologiste                      | ECO                      | 544          | 0,87         | 0            | 0           | en stagnation |             |       |               |  |
|                          | La République en marche         | REM                      | 109          | 0,17         | 0            | 0           | Nv.           |             |       |               |  |
|                          |                                 |                          |              |              |              |             |               |             |       |               |  |
| Suffrages exprimés       | Suffrages exprimés              | Suffrages exprimés       | 62 703       | 95,79        |              | 62 703      | 95,79         |             |       |               |  |
| Votes blancs             | Votes blancs                    | Votes blancs             | 1 726        | 2,64         | 1 726        | 2,64        |               |             |       |               |  |
| Votes nuls               | Votes nuls                      | Votes nuls               | 1 030        | 1,57         | 1 030        | 1,57        |               |             |       |               |  |
| Total                    | Total                           | Total                    | 65 459       | 100          | 0            | 65 459      | 100           | 34          | 34    | en stagnation |  |
| Abstentions              | Abstentions                     | Abstentions              | 137 945      | 67,82        |              | 137 554     | 67,70         |             |       |               |  |
| Inscrits / participation | Inscrits / participation        | Inscrits / participation | 203 404      | 32,18        | 203 179      | 32,30       |               |             |       |               |  |

### Élus par canton
| Canton                  | Conseiller Sortant           | Parti | Parti | Conseiller élu          | Parti | Parti |
| ----------------------- | ---------------------------- | ----- | ----- | ----------------------- | ----- | ----- |
| Aix-Villemaur-Pâlis     | Didier Leprince              |       | LR    | Didier Leprince         |       | LR    |
| Aix-Villemaur-Pâlis     | Pauline Steiner              |       | LR    | Nelly Deleligne         |       | DVD   |
| Arcis-sur-Aube          | Guy Bernier                  |       | UDI   | Guy Bernier             |       | UDI   |
| Arcis-sur-Aube          | Solange Gaudy                |       | LR    | Annie Soucat            |       | DVD   |
| Bar-sur-Aube            | Philippe Dallemagne          |       | UDI   | Philippe Dallemagne     |       | UDI   |
| Bar-sur-Aube            | Marie-Noëlle Rigollot        |       | DVD   | Marie-Noëlle Rigollot   |       | DVD   |
| Bar-sur-Seine           | Bernard de La Hamayde        |       | LR    | Bernard de La Hamayde   |       | LR    |
| Bar-sur-Seine           | Arlette Massin               |       | LR    | Arlette Massin          |       | LR    |
| Brienne-le-Château      | Jean-Marie Coutord           |       | DVD   | Angélique Guilleminot   |       | DVD   |
| Brienne-le-Château      | Joëlle Pesme                 |       | DVD   | Olivier Jacquinet       |       | DVD   |
| Creney-près-Troyes      | Philippe Pichery             |       | DVD   | Philippe Pichery        |       | DVD   |
| Creney-près-Troyes      | Claude Homehr                |       | LR    | Claude Homehr           |       | LR    |
| Nogent-sur-Seine        | Gérard Ancelin               |       | DVD   | Estelle Bomberger-Rivot |       | LR    |
| Nogent-sur-Seine        | Bernadette Garnier           |       | DVD   | Jean-Yves Mathias       |       | DVD   |
| Les Riceys              | Jean-Michel Hupfer           |       | DVD   | Jean-Michel Hupfer      |       | DVD   |
| Les Riceys              | Christine Patrois            |       | LR    | Christine Patrois       |       | LR    |
| Romilly-sur-Seine       | Jérôme Bonnefoi              |       | LR    | Jérôme Bonnefoi         |       | LR    |
| Romilly-sur-Seine       | Agnès Mignot                 |       | LR    | Agnès Mignot            |       | LR    |
| Saint-André-les-Vergers | Alain Balland                |       | LR    | Alain Balland           |       | LR    |
| Saint-André-les-Vergers | Véronique Saublet Saint-Mars |       | DVD   | Catherine Ledouble      |       | LR    |
| Saint-Lyé               | Danièle Boeglin              |       | DVD   | Jean-Marie Camut        |       | DVD   |
| Saint-Lyé               | Jean-Marie Camut             |       | DVD   | Marie-Thérèse Leroy     |       | DVD   |
| Troyes-1                | Élisabeth Philippon          |       | LR    | Élisabeth Philippon     |       | LR    |
| Troyes-1                | Jacky Raguin                 |       | LR    | Jacky Raguin            |       | LR    |
| Troyes-2                | Valéry Denis                 |       | DVD   | Valéry Denis            |       | DVD   |
| Troyes-2                | Anne-Marie Zeltz             |       | DVD   | Anne-Marie Zeltz        |       | DVD   |
| Troyes-3                | Hania Kouider                |       | LR    | Olivier Girardin        |       | PS    |
| Troyes-3                | Olivier Richard              |       | LR    | Djamila Haddad          |       | DVG   |
| Troyes-4                | Catherine Brégeaut           |       | LREM  | Catherine Brégeaut      |       | LREM  |
| Troyes-4                | Marc Bret                    |       | DVG   | Marc Bret               |       | DVG   |
| Troyes-5                | Sibylle Bertail              |       | DVD   | Sibylle Bertail         |       | DVD   |
| Troyes-5                | Jacques Rigaud               |       | LR    | Nicolas Honoré          |       | UDI   |
| Vendeuvre-sur-Barse     | Christian Branle             |       | LR    | Bertrand Chevalier      |       | DVD   |
| Vendeuvre-sur-Barse     | Marielle Chevallier          |       | LR    | Marielle Chevallier     |       | LR    |

## Résultats par canton
Les binômes sont présentés par ordre décroissant des résultats au premier tour. En cas de victoire au second tour du binôme arrivé en deuxième place au premier, ses résultats sont indiqués en gras.

### Canton d'Aix-Villemaur-Pâlis
| Candidats                | Candidats                | Partis                   | Nuance                   | Premier tour | Premier tour | Second tour | Second tour |
| Candidats                | Candidats                | Partis                   | Nuance                   | Voix         | %            | Voix        | %           |
| ------------------------ | ------------------------ | ------------------------ | ------------------------ | ------------ | ------------ | ----------- | ----------- |
|                          | Nelly Deleligne          | DVD                      | UCD                      | 2 524        | 50,89        | 3 202       | 68,96       |
|                          | Didier Leprince          | LR                       | UCD                      | 2 524        | 50,89        | 3 202       | 68,96       |
|                          | Evelyne Henri            | RN                       | RN                       | 1 473        | 29,70        | 1 441       | 31,04       |
|                          | Éric Riché               | RN                       | RN                       | 1 473        | 29,70        | 1 441       | 31,04       |
|                          | Séverine Broquet         | DVG                      | DVG                      | 963          | 19,42        |             |             |
|                          | Jean-Philippe Lecoq      | DVG                      | DVG                      | 963          | 19,42        |             |             |
|                          |                          |                          |                          |              |              |             |             |
| Suffrages exprimés       | Suffrages exprimés       | Suffrages exprimés       | Suffrages exprimés       | 4 960        | 96,46        | 4 643       | 92,55       |
| Votes blancs             | Votes blancs             | Votes blancs             | Votes blancs             | 118          | 2,29         | 271         | 5,40        |
| Votes nuls               | Votes nuls               | Votes nuls               | Votes nuls               | 64           | 1,24         | 103         | 2,05        |
| Total                    | Total                    | Total                    | Total                    | 5 142        | 100          | 5 017       | 100         |
| Abstention               | Abstention               | Abstention               | Abstention               | 8 374        | 61,96        | 8 490       | 62,86       |
| Inscrits / participation | Inscrits / participation | Inscrits / participation | Inscrits / participation | 13 516       | 38,04        | 13 507      | 37,14       |

### Canton d'Arcis-sur-Aube
| Candidats                | Candidats                | Partis                   | Nuance                   | Premier tour | Premier tour | Second tour | Second tour |
| Candidats                | Candidats                | Partis                   | Nuance                   | Voix         | %            | Voix        | %           |
| ------------------------ | ------------------------ | ------------------------ | ------------------------ | ------------ | ------------ | ----------- | ----------- |
|                          | Guy Bernier              | UDI                      | DVD                      | 1 409        | 35,93        | 2 374       | 61,81       |
|                          | Annie Soucat             | DVD                      | DVD                      | 1 409        | 35,93        | 2 374       | 61,81       |
|                          | Jordan Guitton           | RN                       | RN                       | 1 273        | 32,47        | 1 467       | 38,19       |
|                          | Angélique Ranc           | RN                       | RN                       | 1 273        | 32,47        | 1 467       | 38,19       |
|                          | Éric Albert              | DVD                      | DVD                      | 951          | 24,25        |             |             |
|                          | Solange Gaudy            | LR                       | DVD                      | 951          | 24,25        |             |             |
|                          | Davy de Schamphelaere    | PS                       | UG                       | 288          | 7,35         |             |             |
|                          | Fanny Hemmen             | PS                       | UG                       | 288          | 7,35         |             |             |
|                          |                          |                          |                          |              |              |             |             |
| Suffrages exprimés       | Suffrages exprimés       | Suffrages exprimés       | Suffrages exprimés       | 3 921        | 96,65        | 3 841       | 95,29       |
| Votes blancs             | Votes blancs             | Votes blancs             | Votes blancs             | 76           | 1,87         | 137         | 3,40        |
| Votes nuls               | Votes nuls               | Votes nuls               | Votes nuls               | 60           | 1,48         | 53          | 1,31        |
| Total                    | Total                    | Total                    | Total                    | 4 057        | 100          | 4 031       | 100         |
| Abstention               | Abstention               | Abstention               | Abstention               | 6 463        | 61,44        | 6 478       | 61,64       |
| Inscrits / participation | Inscrits / participation | Inscrits / participation | Inscrits / participation | 10 520       | 38,56        | 10 509      | 38,36       |

### Canton de Bar-sur-Aube
| Candidats                | Candidats                   | Partis                   | Nuance                   | Premier tour | Premier tour | Second tour | Second tour |
| Candidats                | Candidats                   | Partis                   | Nuance                   | Voix         | %            | Voix        | %           |
| ------------------------ | --------------------------- | ------------------------ | ------------------------ | ------------ | ------------ | ----------- | ----------- |
|                          | Philippe Dallemagne,        | UDI                      | UCD                      | 1 987        | 55,99        | 2 407       | 69,51       |
|                          | Marie-Noëlle Rigollot       | DVD                      | UCD                      | 1 987        | 55,99        | 2 407       | 69,51       |
|                          | Vanessa Crisinel            | RN                       | RN                       | 918          | 25,87        | 1 056       | 30,49       |
|                          | Mathieu Noblet              | RN                       | RN                       | 918          | 25,87        | 1 056       | 30,49       |
|                          | Bernadette Catalogne-Monnet | PCF                      | COM                      | 441          | 12,43        |             |             |
|                          | Patrick Gracia              | PCF                      | COM                      | 441          | 12,43        |             |             |
|                          | Nadine Faure                | DVG                      | UG                       | 203          | 5,72         |             |             |
|                          | Michel Guéritte             | DVG                      | UG                       | 203          | 5,72         |             |             |
|                          |                             |                          |                          |              |              |             |             |
| Suffrages exprimés       | Suffrages exprimés          | Suffrages exprimés       | Suffrages exprimés       | 3 549        | 94,44        | 3 463       | 91,78       |
| Votes blancs             | Votes blancs                | Votes blancs             | Votes blancs             | 143          | 3,81         | 206         | 5,46        |
| Votes nuls               | Votes nuls                  | Votes nuls               | Votes nuls               | 66           | 1,76         | 104         | 2,76        |
| Total                    | Total                       | Total                    | Total                    | 3 758        | 100          | 3 773       | 100         |
| Abstention               | Abstention                  | Abstention               | Abstention               | 6 487        | 63,32        | 6 473       | 63,18       |
| Inscrits / participation | Inscrits / participation    | Inscrits / participation | Inscrits / participation | 10 245       | 36,68        | 10 246      | 36,82       |

### Canton de Bar-sur-Seine
| Candidats                | Candidats                | Partis                   | Nuance                   | Premier tour | Premier tour | Second tour | Second tour |
| Candidats                | Candidats                | Partis                   | Nuance                   | Voix         | %            | Voix        | %           |
| ------------------------ | ------------------------ | ------------------------ | ------------------------ | ------------ | ------------ | ----------- | ----------- |
|                          | Bernard de La Hamayde    | LR                       | DVD                      | 2 470        | 60,48        | 2 922       | 71,32       |
|                          | Arlette Massin           | LR                       | DVD                      | 2 470        | 60,48        | 2 922       | 71,32       |
|                          | Françoise Charvot        | RN                       | RN                       | 1 105        | 27,06        | 1 175       | 28,68       |
|                          | François Koch            | RN                       | RN                       | 1 105        | 27,06        | 1 175       | 28,68       |
|                          | Diana Ferreri            | PCF                      | COM                      | 509          | 12,46        |             |             |
|                          | Joseph Seghetto          | PCF                      | COM                      | 509          | 12,46        |             |             |
|                          |                          |                          |                          |              |              |             |             |
| Suffrages exprimés       | Suffrages exprimés       | Suffrages exprimés       | Suffrages exprimés       | 4 084        | 96,07        | 4 097       | 94,82       |
| Votes blancs             | Votes blancs             | Votes blancs             | Votes blancs             | 117          | 2,75         | 168         | 3,89        |
| Votes nuls               | Votes nuls               | Votes nuls               | Votes nuls               | 50           | 1,18         | 56          | 1,30        |
| Total                    | Total                    | Total                    | Total                    | 4 251        | 100          | 4 321       | 100         |
| Abstention               | Abstention               | Abstention               | Abstention               | 7 926        | 65,09        | 7 859       | 64,52       |
| Inscrits / participation | Inscrits / participation | Inscrits / participation | Inscrits / participation | 12 177       | 34,91        | 12 180      | 35,48       |

### Canton de Brienne-le-Château
| Candidats                | Candidats                | Partis                   | Nuance                   | Premier tour | Premier tour | Second tour | Second tour |
| Candidats                | Candidats                | Partis                   | Nuance                   | Voix         | %            | Voix        | %           |
| ------------------------ | ------------------------ | ------------------------ | ------------------------ | ------------ | ------------ | ----------- | ----------- |
|                          | Angélique Guilleminot    | DVD                      | DVD                      | 1 358        | 34,16        | 1 980       | 50,28       |
|                          | Olivier Jacquinet        | DVD                      | DVD                      | 1 358        | 34,16        | 1 980       | 50,28       |
|                          | Nathalie Carillon        | DVD                      | DVD                      | 1 177        | 29,61        | 1 958       | 49,72       |
|                          | Laurent Sibois           | DVD                      | DVD                      | 1 177        | 29,61        | 1 958       | 49,72       |
|                          | Yves Collin              | RN                       | RN                       | 716          | 18,01        |             |             |
|                          | Pauline Da Rocha         | RN                       | RN                       | 716          | 18,01        |             |             |
|                          | Véronique Colfort        | LR                       | LR                       | 398          | 10,01        |             |             |
|                          | Gilles Jacquard          | LR                       | LR                       | 398          | 10,01        |             |             |
|                          | Didier Gueneau           | PS                       | UG                       | 326          | 8,20         |             |             |
|                          | Véronique Renault        | PS                       | UG                       | 326          | 8,20         |             |             |
|                          |                          |                          |                          |              |              |             |             |
| Suffrages exprimés       | Suffrages exprimés       | Suffrages exprimés       | Suffrages exprimés       | 3 975        | 95,28        | 3 938       | 90,84       |
| Votes blancs             | Votes blancs             | Votes blancs             | Votes blancs             | 124          | 2,97         | 282         | 6,51        |
| Votes nuls               | Votes nuls               | Votes nuls               | Votes nuls               | 73           | 1,75         | 115         | 2,65        |
| Total                    | Total                    | Total                    | Total                    | 4 172        | 100          | 4 335       | 100         |
| Abstention               | Abstention               | Abstention               | Abstention               | 6 644        | 61,43        | 6 479       | 59,91       |
| Inscrits / participation | Inscrits / participation | Inscrits / participation | Inscrits / participation | 10 816       | 38,57        | 10 814      | 40,09       |

### Canton de Creney-près-Troyes
| Candidats                | Candidats                | Partis                   | Nuance                   | Premier tour | Premier tour | Second tour | Second tour |
| Candidats                | Candidats                | Partis                   | Nuance                   | Voix         | %            | Voix        | %           |
| ------------------------ | ------------------------ | ------------------------ | ------------------------ | ------------ | ------------ | ----------- | ----------- |
|                          | Claude Homehr            | LR                       | DVD                      | 2 410        | 55,72        | 2 860       | 67,93       |
|                          | Philippe Pichery         | DVD                      | DVD                      | 2 410        | 55,72        | 2 860       | 67,93       |
|                          | Jean-François Boulard    | RN                       | RN                       | 1 368        | 31,63        | 1 350       | 32,07       |
|                          | Joëlle Colson            | RN                       | RN                       | 1 368        | 31,63        | 1 350       | 32,07       |
|                          | Gisèle Malaval           | PCF                      | UGE                      | 547          | 12,65        |             |             |
|                          | Laurent Spagnesi         | EÉLV                     | UGE                      | 547          | 12,65        |             |             |
|                          |                          |                          |                          |              |              |             |             |
| Suffrages exprimés       | Suffrages exprimés       | Suffrages exprimés       | Suffrages exprimés       | 4 325        | 95,94        | 4 210       | 95,29       |
| Votes blancs             | Votes blancs             | Votes blancs             | Votes blancs             | 89           | 1,97         | 144         | 3,26        |
| Votes nuls               | Votes nuls               | Votes nuls               | Votes nuls               | 94           | 2,09         | 64          | 1,45        |
| Total                    | Total                    | Total                    | Total                    | 4 508        | 100          | 4 418       | 100         |
| Abstention               | Abstention               | Abstention               | Abstention               | 8 630        | 65,69        | 8 718       | 66,37       |
| Inscrits / participation | Inscrits / participation | Inscrits / participation | Inscrits / participation | 13 138       | 34,31        | 13 136      | 33,63       |

### Canton de Nogent-sur-Seine
| Candidats                | Candidats                | Partis                   | Nuance                   | Premier tour | Premier tour | Second tour | Second tour |
| Candidats                | Candidats                | Partis                   | Nuance                   | Voix         | %            | Voix        | %           |
| ------------------------ | ------------------------ | ------------------------ | ------------------------ | ------------ | ------------ | ----------- | ----------- |
|                          | Estelle Bomberger        | LR                       | DVC                      | 1 428        | 41,67        | 2 015       | 61,96       |
|                          | Jean-Yves Mathias        | DVD                      | DVC                      | 1 428        | 41,67        | 2 015       | 61,96       |
|                          | Martine Lefèvre          | RN                       | RN                       | 1 059        | 30,90        | 1 237       | 38,04       |
|                          | Christian Renard         | RN                       | RN                       | 1 059        | 30,90        | 1 237       | 38,04       |
|                          | Robert Garnier           | DVD                      | DVD                      | 546          | 15,93        |             |             |
|                          | Chantal Oudard           | DVD                      | DVD                      | 546          | 15,93        |             |             |
|                          | Gwenaëlle Bercher        | PCF                      | COM                      | 394          | 11,50        |             |             |
|                          | Christophe Latrasse      | PCF                      | COM                      | 394          | 11,50        |             |             |
|                          |                          |                          |                          |              |              |             |             |
| Suffrages exprimés       | Suffrages exprimés       | Suffrages exprimés       | Suffrages exprimés       | 3 427        | 96,05        | 3 252       | 94,07       |
| Votes blancs             | Votes blancs             | Votes blancs             | Votes blancs             | 73           | 2,05         | 135         | 3,91        |
| Votes nuls               | Votes nuls               | Votes nuls               | Votes nuls               | 68           | 1,91         | 70          | 2,02        |
| Total                    | Total                    | Total                    | Total                    | 3 568        | 100          | 3 457       | 100         |
| Abstention               | Abstention               | Abstention               | Abstention               | 7 121        | 66,62        | 7 237       | 67,67       |
| Inscrits / participation | Inscrits / participation | Inscrits / participation | Inscrits / participation | 10 689       | 33,38        | 10 694      | 32,33       |

### Canton des Riceys
| Candidats                | Candidats                | Partis                   | Nuance                   | Premier tour | Premier tour | Second tour | Second tour |
| Candidats                | Candidats                | Partis                   | Nuance                   | Voix         | %            | Voix        | %           |
| ------------------------ | ------------------------ | ------------------------ | ------------------------ | ------------ | ------------ | ----------- | ----------- |
|                          | Jean-Michel Hupfer       | DVD                      | DVD                      | 1 966        | 48,64        | 2 534       | 65,90       |
|                          | Christine Patrois        | LR                       | DVD                      | 1 966        | 48,64        | 2 534       | 65,90       |
|                          | Richard Henry            | RN                       | RN                       | 1 359        | 33,62        | 1 311       | 34,10       |
|                          | Catherine Robin          | RN                       | RN                       | 1 359        | 33,62        | 1 311       | 34,10       |
|                          | Florent Ballanfat        | PCF                      | UG                       | 717          | 17,74        |             |             |
|                          | Céline Soler             | PS                       | UG                       | 717          | 17,74        |             |             |
|                          |                          |                          |                          |              |              |             |             |
| Suffrages exprimés       | Suffrages exprimés       | Suffrages exprimés       | Suffrages exprimés       | 4 042        | 94,70        | 3 845       | 92,85       |
| Votes blancs             | Votes blancs             | Votes blancs             | Votes blancs             | 148          | 3,47         | 208         | 5,02        |
| Votes nuls               | Votes nuls               | Votes nuls               | Votes nuls               | 78           | 1,83         | 88          | 2,13        |
| Total                    | Total                    | Total                    | Total                    | 4 268        | 100          | 4 141       | 100         |
| Abstention               | Abstention               | Abstention               | Abstention               | 6 927        | 61,88        | 7 054       | 63,01       |
| Inscrits / participation | Inscrits / participation | Inscrits / participation | Inscrits / participation | 11 195       | 38,12        | 11 195      | 36,99       |

### Canton de Romilly-sur-Seine
| Candidats                | Candidats                | Partis                   | Nuance                   | Premier tour | Premier tour | Second tour | Second tour |
| Candidats                | Candidats                | Partis                   | Nuance                   | Voix         | %            | Voix        | %           |
| ------------------------ | ------------------------ | ------------------------ | ------------------------ | ------------ | ------------ | ----------- | ----------- |
|                          | Jérôme Bonnefoi          | LR                       | LR                       | 1 339        | 46,61        | 1 840       | 67,55       |
|                          | Agnès Mignot             | LR                       | LR                       | 1 339        | 46,61        | 1 840       | 67,55       |
|                          | Laïla Taboubi-Godier     | RN                       | RN                       | 833          | 28,99        | 884         | 32,45       |
|                          | Jean-Paul Vinckier       | RN                       | RN                       | 833          | 28,99        | 884         | 32,45       |
|                          | Laura Bouteiller         | PCF                      | DVG                      | 701          | 24,40        |             |             |
|                          | Fethi Cheikh             | PCF                      | DVG                      | 701          | 24,40        |             |             |
|                          |                          |                          |                          |              |              |             |             |
| Suffrages exprimés       | Suffrages exprimés       | Suffrages exprimés       | Suffrages exprimés       | 2 873        | 96,09        | 2 724       | 90,92       |
| Votes blancs             | Votes blancs             | Votes blancs             | Votes blancs             | 70           | 2,34         | 153         | 5,11        |
| Votes nuls               | Votes nuls               | Votes nuls               | Votes nuls               | 47           | 1,57         | 119         | 3,97        |
| Total                    | Total                    | Total                    | Total                    | 2 990        | 100          | 2 996       | 100         |
| Abstention               | Abstention               | Abstention               | Abstention               | 8 252        | 73,40        | 8 250       | 73,36       |
| Inscrits / participation | Inscrits / participation | Inscrits / participation | Inscrits / participation | 11 242       | 26,60        | 11 246      | 26,64       |

### Canton de Saint-André-les-Vergers
| Candidats                | Candidats                | Partis                   | Nuance                   | Premier tour | Premier tour | Second tour | Second tour |
| Candidats                | Candidats                | Partis                   | Nuance                   | Voix         | %            | Voix        | %           |
| ------------------------ | ------------------------ | ------------------------ | ------------------------ | ------------ | ------------ | ----------- | ----------- |
|                          | Alain Balland            | LR                       | UCD                      | 2 282        | 50,96        | 3 128       | 73,15       |
|                          | Catherine Ledouble       | LR                       | UCD                      | 2 282        | 50,96        | 3 128       | 73,15       |
|                          | Michèle Berthier         | RN                       | RN                       | 1 151        | 25,70        | 1 148       | 26,85       |
|                          | Guilhem Ranc             | RN                       | RN                       | 1 151        | 25,70        | 1 148       | 26,85       |
|                          | Caroline Autier          | PS                       | UG                       | 1 045        | 23,34        |             |             |
|                          | Jean-Pierre Cornevin     | PCF                      | UG                       | 1 045        | 23,34        |             |             |
|                          |                          |                          |                          |              |              |             |             |
| Suffrages exprimés       | Suffrages exprimés       | Suffrages exprimés       | Suffrages exprimés       | 4 478        | 96,09        | 4 276       | 92,00       |
| Votes blancs             | Votes blancs             | Votes blancs             | Votes blancs             | 111          | 2,38         | 264         | 5,68        |
| Votes nuls               | Votes nuls               | Votes nuls               | Votes nuls               | 71           | 1,52         | 108         | 2,32        |
| Total                    | Total                    | Total                    | Total                    | 4 660        | 100          | 4 648       | 100         |
| Abstention               | Abstention               | Abstention               | Abstention               | 11 529       | 71,22        | 11 542      | 71,29       |
| Inscrits / participation | Inscrits / participation | Inscrits / participation | Inscrits / participation | 16 189       | 28,78        | 16 190      | 28,71       |

### Canton de Saint-Lyé
| Candidats                | Candidats                | Partis                   | Nuance                   | Premier tour | Premier tour | Second tour | Second tour |
| Candidats                | Candidats                | Partis                   | Nuance                   | Voix         | %            | Voix        | %           |
| ------------------------ | ------------------------ | ------------------------ | ------------------------ | ------------ | ------------ | ----------- | ----------- |
|                          | Jean-Marie Camut         | DVD                      | DVD                      | 1 711        | 45,09        | 2 440       | 67,00       |
|                          | Marie-Thérèse Leroy      | DVD                      | DVD                      | 1 711        | 45,09        | 2 440       | 67,00       |
|                          | Béatrice Dondon          | RN                       | RN                       | 1 149        | 30,28        | 1 202       | 33,00       |
|                          | Claude Sabatino          | RN                       | RN                       | 1 149        | 30,28        | 1 202       | 33,00       |
|                          | Jean-Paul Braun          | EÉLV                     | ECO                      | 544          | 14,33        |             |             |
|                          | Annick Cordeuil          | EÉLV                     | ECO                      | 544          | 14,33        |             |             |
|                          | Isabelle Avril           | DVD                      | DVD                      | 391          | 10,30        |             |             |
|                          | Sébastien Fournillon     | DVD                      | DVD                      | 391          | 10,30        |             |             |
|                          |                          |                          |                          |              |              |             |             |
| Suffrages exprimés       | Suffrages exprimés       | Suffrages exprimés       | Suffrages exprimés       | 3 795        | 95,28        | 3 642       | 94,21       |
| Votes blancs             | Votes blancs             | Votes blancs             | Votes blancs             | 126          | 3,16         | 161         | 4,16        |
| Votes nuls               | Votes nuls               | Votes nuls               | Votes nuls               | 62           | 1,56         | 63          | 1,63        |
| Total                    | Total                    | Total                    | Total                    | 3 983        | 100          | 3 866       | 100         |
| Abstention               | Abstention               | Abstention               | Abstention               | 7 921        | 66,54        | 8 039       | 67,53       |
| Inscrits / participation | Inscrits / participation | Inscrits / participation | Inscrits / participation | 11 904       | 33,46        | 11 905      | 32,47       |

### Canton de Troyes-1
| Candidats                | Candidats                | Partis                   | Nuance                   | Premier tour | Premier tour | Second tour | Second tour |
| Candidats                | Candidats                | Partis                   | Nuance                   | Voix         | %            | Voix        | %           |
| ------------------------ | ------------------------ | ------------------------ | ------------------------ | ------------ | ------------ | ----------- | ----------- |
|                          | Élisabeth Philippon      | LR                       | LR                       | 1 094        | 47,63        | 1 580       | 68,73       |
|                          | Jacky Raguin             | LR                       | LR                       | 1 094        | 47,63        | 1 580       | 68,73       |
|                          | David Blanchon           | PS                       | UGE                      | 679          | 29,56        | 719         | 31,27       |
|                          | Valérie Labarre          | ÉCO                      | UGE                      | 679          | 29,56        | 719         | 31,27       |
|                          | Philippe Arbona          | RN                       | RN                       | 524          | 22,81        |             |             |
|                          | Stéphanie Guittard       | RN                       | RN                       | 524          | 22,81        |             |             |
|                          |                          |                          |                          |              |              |             |             |
| Suffrages exprimés       | Suffrages exprimés       | Suffrages exprimés       | Suffrages exprimés       | 2 297        | 96,59        | 2 299       | 93,04       |
| Votes blancs             | Votes blancs             | Votes blancs             | Votes blancs             | 64           | 2,69         | 113         | 4,57        |
| Votes nuls               | Votes nuls               | Votes nuls               | Votes nuls               | 17           | 0,71         | 59          | 2,39        |
| Total                    | Total                    | Total                    | Total                    | 2 378        | 100          | 2 471       | 100         |
| Abstention               | Abstention               | Abstention               | Abstention               | 6 943        | 74,49        | 6 788       | 73,31       |
| Inscrits / participation | Inscrits / participation | Inscrits / participation | Inscrits / participation | 9 321        | 25,51        | 9 259       | 26,69       |

### Canton de Troyes-2
| Candidats                | Candidats                | Partis                   | Nuance                   | Premier tour | Premier tour | Second tour | Second tour |
| Candidats                | Candidats                | Partis                   | Nuance                   | Voix         | %            | Voix        | %           |
| ------------------------ | ------------------------ | ------------------------ | ------------------------ | ------------ | ------------ | ----------- | ----------- |
|                          | Valéry Denis             | DVD                      | DVD                      | 1 382        | 41,29        | 2 029       | 61,69       |
|                          | Anne-Marie Zeltz         | DVD                      | DVD                      | 1 382        | 41,29        | 2 029       | 61,69       |
|                          | Stéphanie Chazelon       | PS                       | UG                       | 1 017        | 30,39        | 1 260       | 38,31       |
|                          | David Durlot             | PS                       | UG                       | 1 017        | 30,39        | 1 260       | 38,31       |
|                          | Éric Dondon              | RN                       | RN                       | 839          | 25,07        |             |             |
|                          | Anne Sabatino            | RN                       | RN                       | 839          | 25,07        |             |             |
|                          | Didier Freville          | LREM                     | REM                      | 109          | 3,26         |             |             |
|                          | Valentine Frey           | LREM                     | REM                      | 109          | 3,26         |             |             |
|                          |                          |                          |                          |              |              |             |             |
| Suffrages exprimés       | Suffrages exprimés       | Suffrages exprimés       | Suffrages exprimés       | 3 347        | 95,79        | 3 289       | 90,88       |
| Votes blancs             | Votes blancs             | Votes blancs             | Votes blancs             | 90           | 2,58         | 214         | 5,91        |
| Votes nuls               | Votes nuls               | Votes nuls               | Votes nuls               | 57           | 1,63         | 116         | 3,21        |
| Total                    | Total                    | Total                    | Total                    | 3 494        | 100          | 3 619       | 100         |
| Abstention               | Abstention               | Abstention               | Abstention               | 9 639        | 73,40        | 9 479       | 72,37       |
| Inscrits / participation | Inscrits / participation | Inscrits / participation | Inscrits / participation | 13 133       | 26,60        | 13 098      | 27,63       |

### Canton de Troyes-3
| Candidats                | Candidats                | Partis                   | Nuance                   | Premier tour | Premier tour | Second tour | Second tour |
| Candidats                | Candidats                | Partis                   | Nuance                   | Voix         | %            | Voix        | %           |
| ------------------------ | ------------------------ | ------------------------ | ------------------------ | ------------ | ------------ | ----------- | ----------- |
|                          | Olivier Girardin         | PS                       | UG                       | 1 033        | 38,82        | 1 644       | 61,80       |
|                          | Djamila Haddad           | DVG                      | UG                       | 1 033        | 38,82        | 1 644       | 61,80       |
|                          | Hania Kouider-Sahed      | LR                       | UD                       | 777          | 29,20        | 1 016       | 38,20       |
|                          | Olivier Richard          | LR                       | UD                       | 777          | 29,20        | 1 016       | 38,20       |
|                          | Mireille Cazard          | RN                       | RN                       | 648          | 24,35        |             |             |
|                          | Jean-Claude Grosjean     | RN                       | RN                       | 648          | 24,35        |             |             |
|                          | Peggy Brisset            | PCF                      | UGE                      | 133          | 5,00         |             |             |
|                          | Pierre-Louis Robin       | PCF                      | UGE                      | 133          | 5,00         |             |             |
|                          | Sophie Cretol            | LFI                      | FI                       | 70           | 2,63         |             |             |
|                          | Gaëtan Seffals           | LFI                      | FI                       | 70           | 2,63         |             |             |
|                          |                          |                          |                          |              |              |             |             |
| Suffrages exprimés       | Suffrages exprimés       | Suffrages exprimés       | Suffrages exprimés       | 2 661        | 96,17        | 2 660       | 91,76       |
| Votes blancs             | Votes blancs             | Votes blancs             | Votes blancs             | 61           | 2,20         | 168         | 5,80        |
| Votes nuls               | Votes nuls               | Votes nuls               | Votes nuls               | 45           | 1,63         | 71          | 2,45        |
| Total                    | Total                    | Total                    | Total                    | 2 767        | 100          | 2 899       | 100         |
| Abstention               | Abstention               | Abstention               | Abstention               | 7 670        | 73,49        | 7 541       | 72,23       |
| Inscrits / participation | Inscrits / participation | Inscrits / participation | Inscrits / participation | 10 437       | 26,51        | 10 440      | 27,77       |

### Canton de Troyes-4
| Candidats                | Candidats                | Partis                   | Nuance                   | Premier tour | Premier tour | Second tour | Second tour |
| Candidats                | Candidats                | Partis                   | Nuance                   | Voix         | %            | Voix        | %           |
| ------------------------ | ------------------------ | ------------------------ | ------------------------ | ------------ | ------------ | ----------- | ----------- |
|                          | Catherine Brégeaut       | LREM                     | UCG                      | 1 838        | 51,36        | 2 567       | 70,81       |
|                          | Marc Bret                | DVG                      | UCG                      | 1 838        | 51,36        | 2 567       | 70,81       |
|                          | Raphaël Fontaine         | RN                       | RN                       | 966          | 26,99        | 1 058       | 29,19       |
|                          | Lydie Mouginot           | RN                       | RN                       | 966          | 26,99        | 1 058       | 29,19       |
|                          | Virginie Cousin          | ÉCO                      | UG                       | 602          | 16,82        |             |             |
|                          | Grégoire Jézuita         | DVG                      | UG                       | 602          | 16,82        |             |             |
|                          | Bruno Pellerin           | LFI                      | FI                       | 173          | 4,83         |             |             |
|                          | Ingrid Viot              | LFI                      | FI                       | 173          | 4,83         |             |             |
|                          |                          |                          |                          |              |              |             |             |
| Suffrages exprimés       | Suffrages exprimés       | Suffrages exprimés       | Suffrages exprimés       | 3 579        | 95,36        | 3 625       | 92,95       |
| Votes blancs             | Votes blancs             | Votes blancs             | Votes blancs             | 105          | 2,80         | 182         | 4,67        |
| Votes nuls               | Votes nuls               | Votes nuls               | Votes nuls               | 69           | 1,84         | 93          | 2,38        |
| Total                    | Total                    | Total                    | Total                    | 3 753        | 100          | 3 900       | 100         |
| Abstention               | Abstention               | Abstention               | Abstention               | 9 714        | 72,13        | 9 559       | 71,02       |
| Inscrits / participation | Inscrits / participation | Inscrits / participation | Inscrits / participation | 13 467       | 27,87        | 13 459      | 28,98       |

### Canton de Troyes-5
| Candidats                | Candidats                | Partis                   | Nuance                   | Premier tour | Premier tour | Second tour | Second tour |
| Candidats                | Candidats                | Partis                   | Nuance                   | Voix         | %            | Voix        | %           |
| ------------------------ | ------------------------ | ------------------------ | ------------------------ | ------------ | ------------ | ----------- | ----------- |
|                          | Sybille Bertail          | DVD                      | UCD                      | 1 092        | 53,22        | 1 471       | 72,43       |
|                          | Nicolas Honoré           | UDI                      | UCD                      | 1 092        | 53,22        | 1 471       | 72,43       |
|                          | Mohamed Ben Mehidi       | PS                       | UG                       | 485          | 23,64        | 560         | 27,57       |
|                          | Anna Zajac               | PCF                      | UG                       | 485          | 23,64        | 560         | 27,57       |
|                          | Jean-Marie Biard         | RN                       | RN                       | 475          | 23,15        |             |             |
|                          | Katia Da Rocha           | RN                       | RN                       | 475          | 23,15        |             |             |
|                          |                          |                          |                          |              |              |             |             |
| Suffrages exprimés       | Suffrages exprimés       | Suffrages exprimés       | Suffrages exprimés       | 2 052        | 96,84        | 2 031       | 93,51       |
| Votes blancs             | Votes blancs             | Votes blancs             | Votes blancs             | 44           | 2,08         | 93          | 4,28        |
| Votes nuls               | Votes nuls               | Votes nuls               | Votes nuls               | 23           | 1,09         | 48          | 2,21        |
| Total                    | Total                    | Total                    | Total                    | 2 119        | 100          | 2 172       | 100         |
| Abstention               | Abstention               | Abstention               | Abstention               | 6 642        | 75,81        | 6 469       | 74,86       |
| Inscrits / participation | Inscrits / participation | Inscrits / participation | Inscrits / participation | 8 761        | 24,19        | 8 641       | 25,14       |

### Canton de Vendeuvre-sur-Barse
| Candidats                | Candidats                | Partis                   | Nuance                   | Premier tour | Premier tour | Second tour | Second tour |
| Candidats                | Candidats                | Partis                   | Nuance                   | Voix         | %            | Voix        | %           |
| ------------------------ | ------------------------ | ------------------------ | ------------------------ | ------------ | ------------ | ----------- | ----------- |
|                          | Bertrand Chevalier       | DVD                      | UCD                      | 2 535        | 47,49        | 3 314       | 63,71       |
|                          | Marielle Chevallier      | LR                       | UCD                      | 2 535        | 47,49        | 3 314       | 63,71       |
|                          | Michèle Aubert           | RN                       | RN                       | 1 817        | 34,04        | 1 888       | 36,29       |
|                          | Jean-Christophe Lefèvre  | RN                       | RN                       | 1 817        | 34,04        | 1 888       | 36,29       |
|                          | David Morin              | PS                       | UG                       | 986          | 18,47        |             |             |
|                          | Samira Sebarri           | PS                       | UG                       | 986          | 18,47        |             |             |
|                          |                          |                          |                          |              |              |             |             |
| Suffrages exprimés       | Suffrages exprimés       | Suffrages exprimés       | Suffrages exprimés       | 5 338        | 95,47        | 5 202       | 93,54       |
| Votes blancs             | Votes blancs             | Votes blancs             | Votes blancs             | 167          | 2,99         | 267         | 4,80        |
| Votes nuls               | Votes nuls               | Votes nuls               | Votes nuls               | 86           | 1,54         | 92          | 1,65        |
| Total                    | Total                    | Total                    | Total                    | 5 591        | 100          | 5 561       | 100         |
| Abstention               | Abstention               | Abstention               | Abstention               | 11 063       | 66,43        | 11 099      | 66,62       |
| Inscrits / participation | Inscrits / participation | Inscrits / participation | Inscrits / participation | 16 654       | 33,57        | 16 660      | 33,38       |